# Pulo Iee
Pulo Iee is een bestuurslaag in het regentschap Pidie van de provincie Atjeh, Indonesië. Pulo Iee telt 667 inwoners (volkstelling 2010).